# Înnorare trecătoare
Înnorare trecătoare (titlul original: în maghiară Változó felhőzet) este un film  de comedie maghiar, realizat în 1967 de regizorul Márton Keleti, protagoniști fiind actorii Imre Sinkovits, Tamás Major, Lajos Básti, Judit Halász. Filmul este un fel de continuare al peliculei Caporalul și ceilalți, dar cu alte personaje.

## Conținut
Sfârșitul celui de-al Doilea Război Mondial la Budapesta, Bálint, un dezertor din armată, încerca să obțină documente false. Reușește să dezarmeze un tânăr soldat de jandarmi care voia să-l aresteze și îmbrăcat în hainele acestuia încearcă să ajungă la o adresă conspirativă, aflată de la un camarad. Din păcate uitase adresa exactă, știa doar că este o stradă cu nume de floare, la numărul 27. Se implică în aventuri amuzante, în timp ce poliția îl urmărește, dar reușește de fiecare dată să scape...

## Distribuție
- Imre Sinkovits – Modok Bálint
- Tamás Major – inspectorul de poliție
- Lajos Básti – Hübner
- Judit Halász – Ágnes, meteorologă
- Péter Huszti – Gabi
- Gábor Koncz – Medve
- Margit Dajka – administratoarea
- Manyi Kiss – d-na. Marsall
- István Avar – Ötvös
- Lajos Öze – Fogalmazó
- Katalin Gombos – Mária
- Emil Keres – rănitul
- Gyula Benkö – Vitéz Nagy
- László Márkus – Kollár, sculptorul
- Vera Szemere – d-na. Palkovits
- László Mensáros – ofițerul german
- Zsuzsa Zolnay – o călugăriță
- Mária Ronyecz – călugărița cu ochelari
- Pálma Gyimesi – o călugăriță
- Attila Tyll – Bakos Karoly
- Gábor Mádi Szabó – tatăl Verei
- László Bánhidi – administratorul
- József Fonyó – ofițerul de jandarmi
- Kriszta Keleti – Vera, fetița
- László György – Nyilas
- Gyula Kamarás – Nyilas
- Imre Pongrácz – Nyilas
- Ottó Szabó – căpitanul de poliție
- Nándor Tomanek – Cigány